# Валеев, Камиль Абдрахманович
Ками́ль Абдрахма́нович Вале́ев (23 февраля 1934, Худайбердино, Башкирская АССР — 26 марта 2000, Уфа) — российский башкирский физик; доктор физико-математических наук, профессор. Работал в БашГУ (ныне Уфимский университет науки и технологий) с 1967 года.
Открыл специализацию «Физика твёрдого тела и магнетизма». Его ученики — доктора физико-математических наук Валерий Иванович Максимочкин, Салават Мухамедьянович Абсалямов и др.
В Уфе в 2009-м проходила межрегиональная научно-техническая конференция памяти заслуженного деятеля науки БАССР, доктора физико-математических наук, профессора Камиля Абдрахмановича Валеева.

## Биография
Родился в деревне Худайбердино Белорецкого района в семье председателя сельсовета и сельской учительницы в 1934 году. Его мать — Сара-ханум, родная сестра Ахмет-Заки Валиди (Заки Валиди Тогана) — глава первого советского правительства Башкирии. В 1937-м семья сбежала от репрессий в Макаровский район, на родину матери. Семья Валеевых поселилась в селе Макарово. Камиль учился в местной школе. Глава семьи, Абдрахман, устроился на работу в местный леспромхоз бухгалтером. Позднее он был призван в Красную Армию, воевал в Великую Отечественную, был в плену, после освобождения был объявлен врагом народа и до 1956 года сидел в лагерях. Поэтому старшие брат и сестра будущего профессора так и не получили разрешения поступить в вуз. Но благодаря упорству в 1951 году Камиля Абдрахмановича приняли в педагогический институт на физико-математический факультет.
После учёбы в течение 5 лет работал учителем математики и физики в сельской школе в Бурзянском районе. Окончил аспирантуру в институте Физики Земли в Москве. Вернувшись в Уфу, занимался проблемами зависимости магнитных свойств горных пород от воздействия давления и температуры. Заведовал кафедрой Общей Физики в Башгосуниверситете (ныне Уфимский университет науки и технологий).

## Научная деятельность
Доктор ф-мат. наук, профессор.
Автор около 100 научных трудов и монографии.

### Избранные труды
- Валеев К. А., Максимочкин В. И. Магнитные свойства ГП при давлениях до 1250 Мпа и комнатной температуре // Физика Земли. − 1984. — № 8. — С. 91-96.
- Валеев К. А., Максимочкин В. И. Магнитные свойства ГП в интервал давлений (0,1-1250) Мпа и температур (298—1000) К // Тезисы докл. XI Межд. конф. МАРИВД. — Киев: ИСМ АН УССР, 1987.
- Валеев К. А., Печерский Д. М. Магнитные свойства подушечных лав Карамалыташской свиты (Юж. Урал) // Физика Земли. − 1981. — № 4. — С. 91-103.
- Валеев К. А., Максимочкин В. И., Мигранова С. Г. Магнитные свойства монокристалов магнетита и их связь с дислокационной структурой // Физика Земли. − 1990. — № 6. — С. 77-82.
- Валеев К. А., Абсалямов С. С. Магнитные свойства горных пород при высоких термодинамических параметрах. — Саратов. — 210 с.

## Награды
- Бронзовая медаль за достигнутые успехи в развитии н/х СССР (1975 год)
- нагрудный значок МВ и СС образования СССР «За отличные успехи в работе» (1985 год)
- медаль «Ветеран труда» (1985 год)
- Заслуженный деятель науки БАССР.